# Blind Willie McTell
Blind Willie McTell, właśc. William Samuel McTear (ur. 5 maja 1898 lub 1901 w Thomson, zm. 19 sierpnia 1959 w Milledgeville) – amerykański muzyk bluesowy, niewidomy wokalista, gitarzysta i autor tekstów. W latach 1927–1956 nagrał 149 piosenek z gatunku country blues, blues piedmoncki, blues Delty oraz ragtime. W jego utworach widocznie były również wpływy muzyki gospel. W swej grze na gitarze używał techniki fingerstyle oraz slide.
Obok takich nazwisk jak Blind Lemon Jefferson czy Charley Patton był jednym z najpopularniejszych muzyków bluesowych lat 20. i 30. Jego późniejszą karierę utrudniał pogarszający się stan zdrowia spowodowany alkoholizmem i skutkami nieleczonej cukrzycy. Mimo to jako jeden z nielicznych bluesmanów tamtego okresu był aktywnym muzykiem aż do 1957 kiedy to został pastorem kościoła baptystów w Atlancie. Zmarł dwa lata później w wyniku udaru krwotocznego mózgu.
Jego najpopularniejszy utwór, "Statesboro Blues" (1928), wykonywany był przez The Allman Brothers Band oraz Taj Mahala. Magazyn Rolling Stone umieścił ,,Statesboro Blues" na liście 500 utworów, które ukształtowały rocka. Bob Dylan nagrał w 1983 piosenkę pod tytułem "Blind Willie McTell" jako hołd dla bluesmana.
W 1981 został dołączony do Blues Hall of Fame.